# Замок Портрейн
Замок Портрейн (англ. Portrein Castle) — один из замков Ирландии, расположенный в графстве Дублин.

## История
История замка Портрейн тесно связана с историей церкви в Ирландии. В «Черной книге церкви Христа» пишется, что в 1040 году король Дублина (небольшое королевство викингов в Ирландии в средние века) даровал епископу Донату — первому епископу Дублина замок Портрейн вместе с землями Балдойл. 
Граф Стронгбоу подтвердил этот дар в 1170 году, затем дар был подтвержден по архиепископа Лоуренса О'Тула в 1178 году. Замок Портрейн входит в число владений Церкви Христа — это подтверждает Папf Римский Урбан III, датируемой 1186 годом. Однако, Папа Климент III, кажется, дарил замок Портрейн короне в 1190 году. Когда архиепископ Дублина Джон Комин выдвигал свои претензии на замок Портрейн в 1197 году, Церковь Христа согласились отказаться от своих претензий на замок Портрейн при условии, что она будет получать 100 кроликов в год от имений замка Портрейн. 
В 1204 году Патрик — наставник Церкви Христа отказался от всех прав Церкви Христа на замок Портрейн и на владения на острове Ламбо, на которые претендовал Комин. Вскоре после того, архиепископ предоставил права на владение замком Портрейн настоятелю Грейс Дью — настоятелю монастыря августинцев в Баллибогилл, который был основан в 1190 году архиепископом Комино. 
В 1216 году Папа Иннокентий III подтвердил, что замок Портрейн и земли вокруг него, принадлежат архиепископу Дублина Генри де Лаундерсу. Замок Портрейн был перестроен в XIII веке и составлял оборонительную линию четырех замков, тянется от Портрейн, через замки Донабейт, Ланистоун в замок Белинстоун. 
В 1337 году король Англии Эдуард III подтвердил, что замок Портрейн и земли вокруг него принадлежат архиепископу Дублина. Это же сделал король Англии Ричард II, когда он посетил Дублин в 1394 году. В 1403 году земли, принадлежащие архиепископу Дублина Томаса Кранли входили во владения церкви, арендная плата от замка Портрейн и земель Найкол него шла церкви. 
Архиепископ Уолтер Фицсаймон увеличил доходы, которые шли в монастырь в 1490 году, когда он передал замок, дом, двор и ферму. В то время приходская церковь Портрейн была названа Санкт-Канис, а арендная плата включала розы на День Святого Иоанна ежегодно. 
К Реформации замок Портрейн продолжал принадлежать богатой религиозной общине монастыря Грейс Дье. В замке жила семья Кьюсак. Во время Реформации состоялась ликвидация монастырей. Замок и земли были переданы в собственность сэру Патрику Барнаволлу Турви — предку лордов Кингсленд. Он построил замок Турви-хаус из кирпича и камней разрушенного монастыря Грейс Дье. Владельцем замка стал сэр Джон Барнволл, III барон Тримлестоун и лорд-канцлер Ирландии. 
Семья Кьюсак продолжала жить в замке Портрейн, и в 1544 году Джеймс Кьюсак жил в замке Портрейн, когда он получил должность судьи. В 1560-х годах замок перешел в собственность Уильяма ФитцВильяма, а затем в собственность Томаса Тейлора. Однако, бывшие монахини монастыря Грейс Дье также, кажется, жили в замке Портрейн со своим капелланом по крайней мере до 1577, когда они были окончательно разошлись. 
Годом ранее, королева Елизавета I предоставила церкви и священника с Портрейн Фрэнсис Агард замки, имения, земли и десятины Портрейн. В свою очередь Агард платил арендную плату в размере £ 8 в год ежегодно на День Святого Иоанна. В то время 18 акров земли были присоединены к владениям Портрейн. В то время в замке были залы, конюшни, усадьба, кухня, дома под названием Нью-холл. 
В то время название приходской церкви у ворот замка была изменена из Санкт Канис на церковь Святой Екатерины. Замок Портрейн стал собственностью сэра Генри Харрингтона с Грейндж-Кон, который был потомком Фрэнсиса Агард, который продал замок в 1608 году до олдермен Николасу Боллу из Дублина. 
Внук Николаса Болла - Томас Болл, продал замок Портрейн Чарльзу Уоллису за £ 40 в XVII веке. Уильям Петти в своем обзоре 1654 отметил, что Ральф Уоллис обладает замком Портрейн. 
К 1677 году Джордж Уоллис живет в замке Портрейн, и, кажется, появляется замок Портрейн в то время был восстановлен. В начале XVIII века замком владеет Чарльз Уоллис. 
В течение всего этого времени архиепископы Дублина были номинальными помещиками, получали земельную ренту из замка Портрейн и окружающих земель. Однако, семья Уоллиса едва сводила концы с концами, а в 1709 году они закладывают замок Портрейн и имения Роберту Сандерсу из графства Каван. 
В 1712 году Гонория Свантон — дочь Уиллоуби Свифта — двоюродного брата известного писателя Джонатана Свифта — декан собора Святого Патрика, жила в замке Портрейн. В конце того же года, свифтовом любовница "Стелла" — Эстер Джонстон (1681-1728) провела несколько недель с Гонорием Свантон в замке Портрейн, и с тех пор замок был известен среди местных жителей как замок Стеллы или башня Стеллы. 
Самуэль Льюис отмечает в 1837 году, что последний житель замка Портрейн — леди Ачесон. Несмотря на историю семьи Ачесон с Маркетгилла (графство Арма) трудно понять, кто эта леди Ачесон и была ли она вообще. Существует надгробие в кладбища Святого Патрика в Донабейт для Екатерины Ачесон, что умерла в 1735 году, но она никогда не была бы известна как Леди Ачесон. 
Замок Портрейн был оставлен семьей Эванс вскоре после того, как они построили свой новый дом в Портрейн. 
Портрейн-хаус еще стоял в 1950-е годы, более чем через полвека после того, как на этой земле была построена больница. Теперь замок Портрейн замок находится в руинах и выглядит одиноким и заброшенным в поле. Он стоит всеми забытый и никому нет дела до его сохранения и реставрации. 
Эта одинокая квадратная башня, увитая плющом, разрушена и заброшена. В 2022 году замок реставрирован.